# USCGC Tampa (WMEC-902)
USCGC Tampa (WMEC-902) – amerykański okręt Straży Wybrzeża klasyfikowany jako medium endurance cutter.
Zbudowany w Tacoma Boatbuilding Company. Do służby wszedł 16 marca 1984. Nosił nazwę pochodzącą od kutra "Tampa", w którego zatonięciu 18 września 1918 zginęło 131 osób.
"Tampa" jest uniwersalną jednostką – może pełnić misje poszukiwawczo-ratunkowe, kontroli imigracyjnej, antynarkotykowe, ochrony strefy ekonomicznej.
By utrzymać wojskową gotowość bojową "Tampa" uczestniczy w ćwiczeniach z US Navy. Trening ten dotyczy uzbrojenia okrętu, ćwiczeń kontroli uszkodzeń oraz ćwiczeń nawigacyjnych. W 2000 roku "Tampa" otrzymała przydział na wody południowoamerykańskie i wspierała U.S. Southern Command. W 2004 okręt był przydzielony na obszar Morza Śródziemnego i Czarnego, gdzie wspierał U.S. European Command.

## Bibliografia

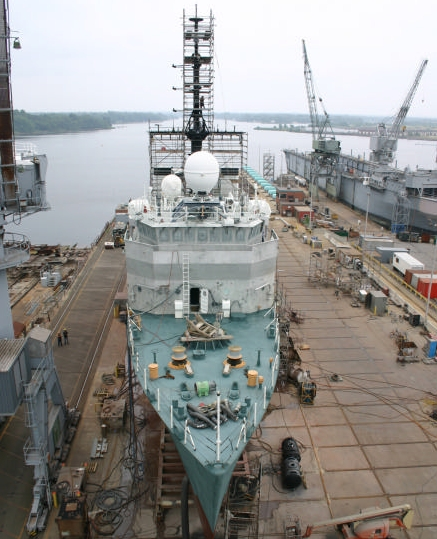
USCGC Tampa (WMEC 902)